# 3525 Paul
3525 Paul је астероид главног астероидног појаса чија средња удаљеност од Сунца износи 3,084 астрономских јединица (АЈ).
Апсолутна магнитуда астероида је 12,1.